# Contea di Fairfield (Connecticut)
La Contea di Fairfield (in inglese Fairfield County)è una contea del sud-ovest dello Stato del Connecticut negli Stati Uniti. È la contea più popolosa dello Stato ed è parte dell'area metropolitana di New York.
Come per le altre contee dello Stato del Connecticut la contea di Fairfield rappresenta solo una divisione geografica del territorio dello Stato e non ha alcuna funzione amministrativa, per questo non ha un capoluogo.

## Geografia fisica
La contea confina a nord con la contea di Litchfield, a est con la contea di New Haven, a sud si affaccia sul Long Island Sound ed a ovest confina con le contee di Westchester, Putnam e Dutchess dello Stato di New York.
Il territorio è prevalentemente pianeggiante con un'area collinare a nord-est. La massima elevazione è Branch Hill di 393 metri, posta al confine con lo Stato di New York.
Il fiume principale è l'Housatonic, che segna quasi tutto il confine orientale prima di sfociare nel Long Island Sound. L'Housatonic riceve nel nord della contea il fiume Still. L'area meridionale della contea è drenata da fiumi dal breve corso che sfociano direttamente nel Long Island Sound. Altri fiumi sono Byram, Mianus, Mill, Norwalk, Pequonnock, Rippowam e Saugatuck.
I laghi, specie artificiali, sono molto numerosi. Tra questi è da ricordare il Candlewood Lake nel nord, che è il lago più grande dello Stato e uno dei maggiori laghi artificiali degli Stati Uniti.
L'area costiera è densamente popolata ed accoglie le città più grandi. Alla foce dell'Housatonic è posta la città di Bridgeport, la più grande della contea. Nel sud-ovest sono ubicate Stamford e Greenwich. La città più grande del nord è Danbury.

### Contee confinanti
- Contea di Litchfield - nord
- Contea di New Haven - est
- Contea di Westchester - sud-ovest
- Contea di Putnam - ovest
- Contea di Dutchess - nord-ovest

## Storia
Prima dell'arrivo dei colonizzatori europei il territorio dell'attuale contea era abitato da vari popoli indigeni: Schaghticoke, Wappinger, Paugussetts, Tankiteke, Siwanoy, ma anche Paquioque e Potatuck. I primi europei ad insediarsi nella regione furono puritani e congregazionalisti inglesi. Nel 1639 furono fondati gli insediamenti di Fairfield e Stamford e l'anno successivo quello di Norwalk.
La contea fu istituita il 10 maggio 1666. Nel 1683 fu definito il confine tra il Connecticut e New York e la città di Rye che fino a quel momento aveva fatto parte della contea fu ceduta a New York.
Tutte le funzioni amministrative della contea furono abrogate con una legge dello Stato del Connecticut nell'ottobre del 1960.

## Politica
| Anno | Repubblicani  | Democratici   |
| ---- | ------------- | ------------- |
| 2008 | 40,6% 167 498 | 58,8% 242 295 |
| 2004 | 47,3% 189 605 | 51,4% 205 902 |
| 2000 | 43,1% 159 659 | 52,3% 193 769 |
| 1996 | 41,4% 144 632 | 48,9% 172 337 |
| 1992 | 42,8% 175 158 | 39,1% 160 202 |
| 1988 | 59,0% 221 316 | 39,9% 149 630 |
| 1984 | 65,8% 257 319 | 33,8% 132 253 |
| 1980 | 54,9% 201 997 | 33,7% 124 074 |
| 1976 | 58,1% 209 458 | 41,2% 148 353 |
| 1972 | 64,0% 233 188 | 34,3% 125 128 |
| 1968 | 51,8% 173 108 | 41,7% 139 364 |
| 1964 | 39,2% 125 576 | 60,8% 194 782 |
| 1960 | 53,4% 167 778 | 46,6% 146 442 |

## Comuni
City e Town
| - Bethel (town) - Bridgeport (city) - Brookfield (town) - Danbury (city) - Darien (town) - Easton (town) - Fairfield (town) - Greenwich (town) - Monroe (town) - New Canaan (town) - New Fairfield (town) - Newtown (town) | - Norwalk (city) - Redding (town) - Ridgefield (town) - Shelton (city) - Sherman (town) - Stamford (city) - Stratford (town) - Trumbull (town) - Weston (town) - Westport (town) - Wilton (town) |

Borough
- Newtown

CDP
- Bethel
- Byram
- Cannondale
- Cos Cob
- Darien
- Georgetown
- Glenville
- Greenwich
- Old Greenwich
- Pemberwick
- Ridgefield
- Riverside
- Southport
- Stratford
- Trumbull
- Westport
- Wilton Center

## Società

### Evoluzione demografica
Abitanti censiti